# Arachosia duplovittata
Arachosia duplovittata là một loài nhện trong họ Anyphaenidae.
Loài này thuộc chi Arachosia. Arachosia duplovittata được Cândido Firmino de Mello-Leitão miêu tả năm 1942.